# Lordiphosa tripartita
Lordiphosa tripartita är en tvåvingeart som först beskrevs av Toyohi Okada 1966.  Lordiphosa tripartita ingår i släktet Lordiphosa och familjen daggflugor.
Artens utbredningsområde är Nepal. Inga underarter finns listade i Catalogue of Life.